# Medzibrodie nad Oravou
Medzibrodie nad Oravou je obec na Slovensku, v okrese Dolný Kubín, na Oravě. Žije v něm 626 obyvatel. Přes obec vede železniční trať Kraľovany – Trstená.

## Historie
První písemná zmínka o vesnici pochází z roku 1408.

## Přírodní poměry
Obec leží v nadmořské výšce 514 metrů a její katastrální území má výměru 6,576 km². Tok řeky Oravy je součástí chráněného areálu Rieka Orava.